# Elisabeth Weber-Fülöp

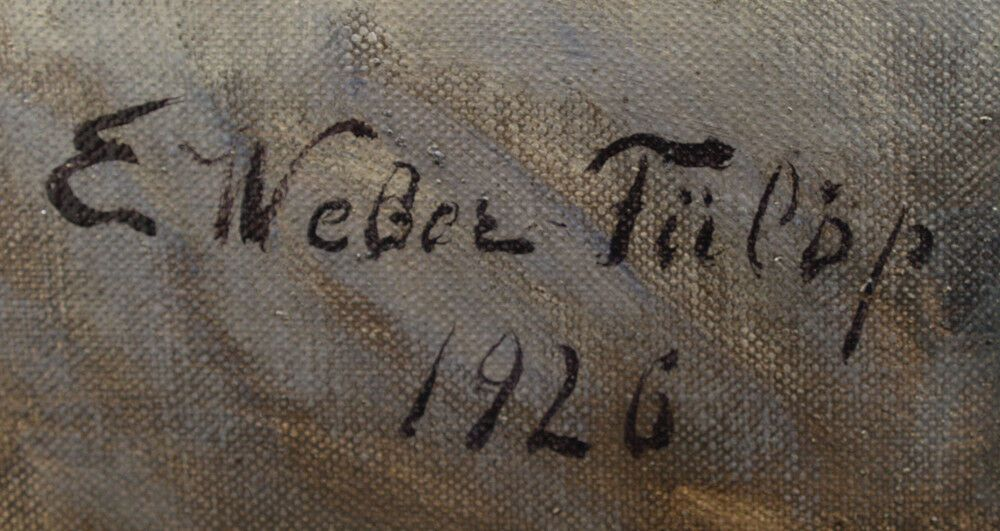
Signatur Elisabeth Weber-Fülöp

Elisabeth Weber-Fülöp (* 18. September 1883 in Budapest; † 21. Februar 1966 in Plymouth, Massachusetts) war eine österreichische Porträt-, Landschafts-, Stillleben- und Interieur-Malerin.

## Leben
Elisabeth Weber-Fülöp wurde in Ungarn geboren und wuchs in Wien bei Adoptiveltern auf. Sie erhielt ihre künstlerische Ausbildung in Wien bei Ludwig Michalek sowie später in Paris in der Académie Colarossi und bei Jaques-Emile Blanche und Lucian Simon. Mit 18 Jahren hatte sie bereits eine erste Einzelausstellung. Ihr Atelier befand sich 1920/1921 in Baden bei Wien, im Haus der verwitweten Martha Fülöp, Tante der Ehefrau des österreichischen Malers Hans Lang. Dieser bewunderte die 15 Jahre ältere Malerin und teilte mit ihr eine skeptische Haltung gegenüber der künstlerischen Moderne.
Sie reiste 1921 erstmals nach Amerika, um das Porträt der österreichischen Kammersängerin Maria Jeritza zu malen, und zog später mit ihrem Ehemann, dem österreichischen Architekten Emil J. Weber, ganz dorthin. 1945 übersiedelten sie nach Duxbury, Massachusetts. Dort zogen sie in das King Caesar House, ein Anwesen, wo sie ein Atelier unterhielt und mit ihrem Ehemann und einer befreundeten Juristin bis zu ihrem Tod 1966 wohnte. Ihr schriftlicher Nachlass befindet sich in den Archives of American Art, Smithsonian Institution.
Ab 1929 lebte sie in New York City und nahm die US-amerikanische Staatsbürgerschaft an. Als Porträtmalerin schuf sie u. a. zwei lebensgroße Porträts der österreichischen Kammersängerin Marie Jeritza sowie eines der Pianistin Germaine Schnitzer, die besondere Erwähnung fanden. Von dem Bildnis Jeritzas liegt im Bildarchiv der Österreichischen Nationalbibliothek eine Fotografie vor, auf der die Sängerin und die Malerin dieses flankieren: „Bildnis (: ganze Figur stehend, en face) zusammen mit der Malerin Elisabeth Weber-Fülöp vor einem Gemälde von dieser ‚Maria Jeritza als Octavian im Rosenkavalier‘.“ 1930 eröffnete Elisabeth Weber-Fülöp ein Porträt-Atelier in New York und wurde als Porträtistin der New Yorker „Plutokratie“ bezeichnet (z. B. neun Porträts der Familie des Millionärs Hatfield).
Sie hielt sich auch in Charleston, South Carolina, und in den 1930er Jahren in Memphis, Tennessee, auf. In New York City wurden ihre Porträts für die „sprechende Ähnlichkeit“ gelobt und die detaillierten Interieurs fanden Wohlgefallen sowohl bei Kunden als auch bei Kritikern. Werke von ihr befinden sich u. a. in der National Academy of Design und in der Vose Gallery, Boston. In Memphis schuf sie einige Porträts von bekannten Bürgern, wie dem politisch einflussreichen Bürgermeister Edward Hull Crump. Nachdem sie so bekannte Innenräume wie das Labor von Thomas Edison in Menlo Park und den Armor Room im Metropolitan Museum of Art gemalt hatte, ließ Crump nicht nur sein Porträt von ihr malen, sondern auch sein Wohnzimmer.

## Ausstellungsbeteiligungen
- 1906: 19. Ausstellung Hagenbund Wien
- 1907: Tavaszi kiállitá Budapest
- 1910: XXXVII. Ausstellung der Vereinigung Bildender Künstler Österreichs Secession Wien
- 1911: Frühjahrs-Ausstellung Hagenbund Wien
- 1915: Kunstausstellung Wirtschaftsverband bildend. Künstler Österreichs Wien
- 1920: Ausstellung des Kunstvereins Baden
- 1921: Gemäldeausstellung im Palast der Schönen Künste, Wien

## Werke (Auswahl)
- 1910: Biedermeierinterieur
- 1914: Stehende Dame mit Stola und Federkappe
- 1918: Spiegelsaal der Kaiserin Maria Theresia
- 1920: Alt Badener Hof
- 1932: Selbstportrait
- 1936/1937: Bauern auf dem Weg in die Kirche